# Zé Kalanga
Zé Kalanga, eigentlich Paulo Batista Nsimba, (* 12. Oktober 1983 in Luanda) ist ein ehemaliger angolanischer Fußballspieler.

## Karriere
Der Mittelfeldspieler spielte für Recreativo Libolo, nachdem er zuvor nur in seiner Heimat für Petro Atlético am Ball war. Von 2006 bis Januar 2010 stand er bei Dinamo Bukarest unter Vertrag, welche ihn von August 2007 bis 2008 an Boavista Porto ausgeliehen hatten. Im Jahr 2010 kehrte er nach Angola zurück und gewann dort ein Jahr später die Meisterschaft. 2017 beendete er seine aktive Karriere. 
Mit der Nationalmannschaft Angolas konnte sich Zé Kalanga für die Weltmeisterschaft 2006 in Deutschland qualifizieren und stand dort auch im Aufgebot seines Heimatlandes. Zudem nahm er 2006, 2008 und 2010 mit seinem Heimatland am Afrika-Cup teil.

## Erfolge
- Rumänischer Meister: 2007
- Angolanischer Meister: 2011
- Angolanischer Pokalsieger: 2015

## Teilnahme an internationalen Wettbewerben
- 2006 Africa-Cup 2006 in Ägypten
- 2006 Fußball-Weltmeisterschaft 2006 in Deutschland
- 2008 Afrika-Cup 2008 in Ghana
- 2010 Afrika-Cup 2010 in Angola